# Patriarchaal clansysteem
Het patriarchale clansysteem (Chinees: 宗法) was een belangrijk politiek systeem in de westelijke Zhou. Het patriarchale clansysteem was gebaseerd op bloedbanden. De eerstgeboren opvolging was daarbij belangrijk. Het hielp de stabiliteit in de westelijke Zhou te handhaven.   Samen met het Ritueel muzieksysteem wordt het gezien als het fundament van de Zhou-samenleving 